# Наша газета (Кемеровская область)
«Наша газета» — общественно-политическая газета Кемеровской области. Тематика — о жизни шахтёров, других трудящихся, а также населения Кемеровской области. Распространяется в киосках, по подписке, а также на промышленных предприятиях Кемеровской области. Журналистские публикации неоднократно вызывали общественный резонанс и становились поводом для вмешательства силовых структур.

## История
В 1989 году во время шахтёрских забастовок Кемеровской области на многих угольных предприятиях, городах и областях возникли рабочие комитеты. Для информирования граждан о своей деятельности им потребовалось издавать свою газету. Дата её рождения — 11 декабря 1989 года. Под крышей нескольких многотиражек (химический комбинат, промстрой, Кемеровская железная дорога) вышло 9 номеров газеты. 10-й номер газеты вышел с разрешения Обкома КПСС в феврале 1990 года. Первые несколько номеров назывались — «Союз трудящихся Кузбасса». К лету 1990 года тираж достиг 120 тысяч экземпляров. Потом 18 октября 1990 года зарегистрирована как российское издание. С 1991 года редакция поддерживает Ельцина и Кислюка, в 1999 года поддержала Союз правых сил.

## Известные журналисты
- Асланиди, Александр Валентинович -заместитель главного редактора, депутат Совета Федерации 1 созыва.